# Plantilla 2009-2010 de la secció d'handbol del Futbol Club Barcelona
La temporada 2009-2010, la plantilla del primer equip d'handbol del Futbol Club Barcelona era formada pels següents jugadors:
| N. | Jugador              | Jugador             | Data de naix. (Edat)   | Alç.   | Pes    | Posició          | Temp. |
| 3  | Dinamarca            | Jesper Nøddesbo     | 23 d'octubre de 1980   | 199 cm | 93 kg  | Pivot            | 3     |
| 6  | Espanya              | Juanín García       | 28 d'agost de 1977     | 176 cm | 78 kg  | Extrem esquerre  | 5     |
| 8  | Catalunya            | Víctor Tomàs        | 15 de febrer de 1985   | 178 cm | 85 kg  | Extrem dret      | 8     |
| 9  | Espanya              | Rubén Garabaya      | 15 de setembre de 1978 | 201 cm | 107 kg | Pivot            | 3     |
| 10 | Espanya              | Demetrio Lozano     | 29 de setembre de 1975 | 195 cm | 100 kg | Lateral esquerre | 3     |
| 11 | Espanya              | Dani Sarmiento      | 25 d'agost de 1983     | 186 cm | 76 kg  | Central          | 1     |
| 12 | Bòsnia i Hercegovina | Danjel Šarić        | 27 de juny de 1977     | 192 cm | 93 kg  | Porter           | 1     |
| 15 | Catalunya            | Cristian Ugalde     | 19 d'octubre de 1987   | 184 cm | 76 kg  | Extrem esquerre  | 4     |
| 16 | Catalunya            | David Barrufet      | 4 de juny de 1970      | 197 cm | 110 kg | Porter           | 22    |
| 18 | País Basc            | Iker Romero         | 15 de juny de 1980     | 197 cm | 100 kg | Lateral esquerre | 7     |
| 19 | Hongria              | Laszlo Nágy         | 3 de març de 1981      | 208 cm | 110 kg | Lateral dret     | 10    |
| 20 | Suècia               | Magnus Jernemyr     | 18 de juliol de 1976   | 200 cm | 113 kg | Pivot            | 2     |
| 22 | Belarús · Espanya    | Siarhei Rutenka     | 29 d'agost de 1981     | 198 cm | 100 kg | Central          | 1     |
| 23 | Dinamarca            | Joachim Boldsen     | 30 d'abril de 1978     | 187 cm | 100 kg | Central          | 2     |
| 24 | Dinamarca            | Mikkel Hansen       | 22 d'octubre de 1987   | 196cm  | 96 kg  | Lateral esquerre | 2     |
| 26 | Catalunya            | Albert Rocas        | 16 de juny de 1982     | 188 cm | 84 kg  | Extrem dret      | 3     |
| 29 | Xile                 | Marco Oneto         | 3 de juny de 1982      | 204 cm | 117 kg | Pivot            | 2     |
| 35 | Rússia               | Konstantín Igropulo | 14 d'abril de 1985     | 194 cm | 96 kg  | Lateral dret     | 1     |

- Entrenador: Xavi Pascual.